# الأخوان نيكولاس

كون الأخوان نيكولاس فريقًا شهيرًا تحت مسمى (أخوان نيكولاس) وتعود أصولهم كأمريكيون أفارقة فيارد الأخ الأكبر (1914-2006) وهارولد الأخ الأصغر نيكولاس (1921-2000). عرف عنهم تقنية عالية من اللياقة البدنية و ( "الرقص السريع ") ، ومستوى عال من الفنية والابتكارات الخلاقة ، وكانوا في نظر الكثيرين من من أعظم مؤديين الرقص النقري منذ أن خرجا للدنيا حتى وقتنا الحالي.
نشأ الاثنان في وسط فني و عملا ممثلين استعراض منذ نعومة اظفارهم, استطاعوا الوقوف على أقدامهم , وإبراز مواهبهم مما ساعدهم على أن يعتلوا سلم المجد و النجومية بسرعة. كما سلبت موسيقى الجاز منهما قلوبهما كما سلبت قلوب الكثيرين ,وفي خلال ذروة نهضة هارلم مضوا في حياتهم المهنية و نجحوا في أداء الرقصات على خشبة المسرح والسينما والتلفزيون حتى عام 1990.

## وصلات خارجية
- الأخوان نيكولاس على موقع IMDb (الإنجليزية)
- الأخوان نيكولاس على موقع الموسوعة البريطانية (الإنجليزية)
- الأخوان نيكولاس على موقع ميوزك برينز (الإنجليزية)
- الأخوان نيكولاس على موقع قاعدة بيانات برودواي على الإنترنت (الإنجليزية)
- الأخوان نيكولاس على موقع ديسكوغز (الإنجليزية)